# Běšiny
Běšiny (en allemand : Bieschin) est une commune du district de Klatovy, dans la région de Plzeň, en République tchèque. Sa population s'élevait à 824 habitants en 2021.

## Géographie
Běšiny se trouve à 11 km au sud de Klatovy, à 49 km au sud de Plzeň et à 119 km au sud-ouest de Prague.
La commune est limitée par Vrhaveč au nord, par Klatovy au nord-est, par Kolinec à l'est, par Velhartice et Čachrov au sud, et par Strážov à l'ouest.

## Histoire
La première mention écrite du village date de 1379.

## Galerie

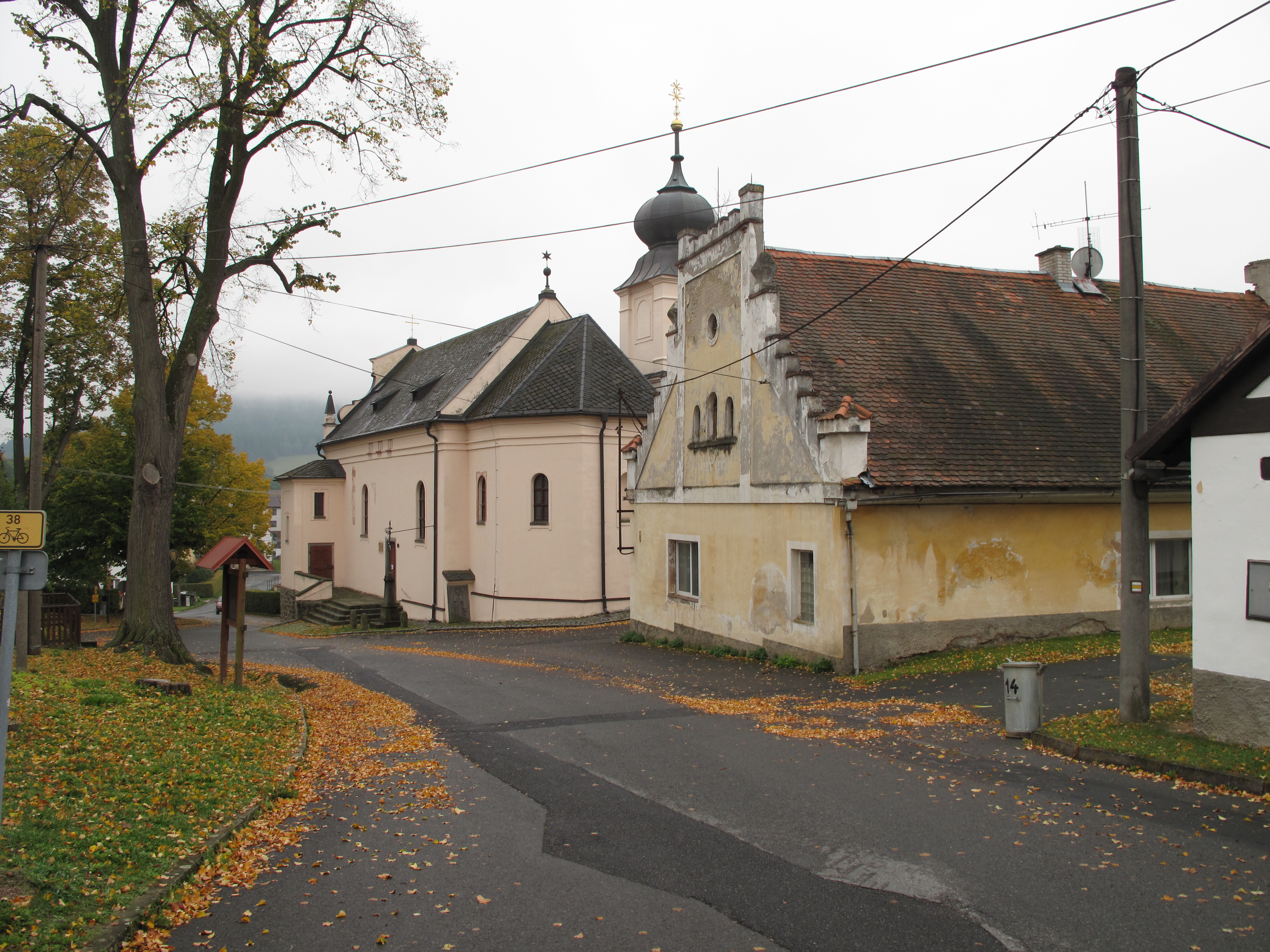
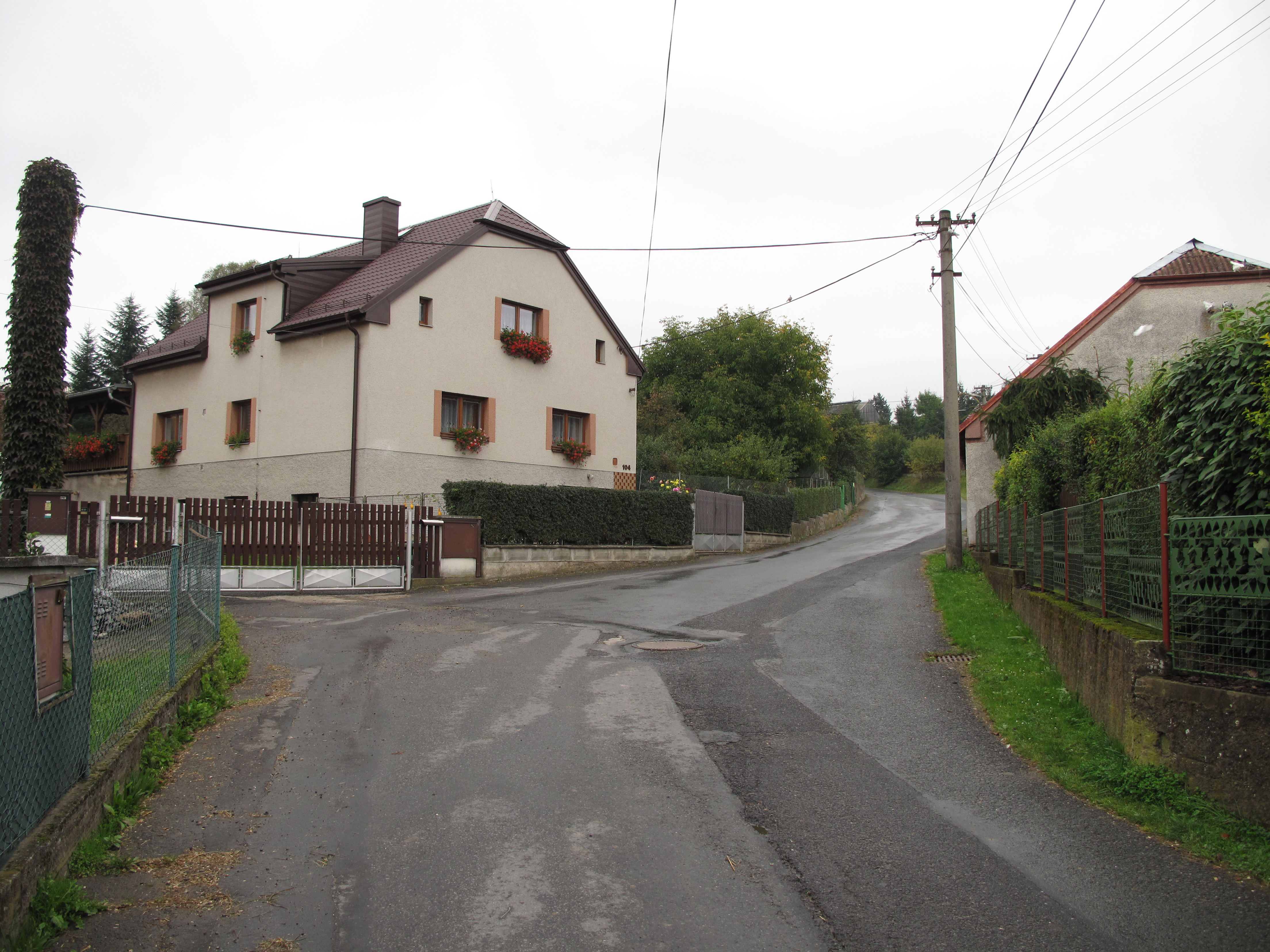
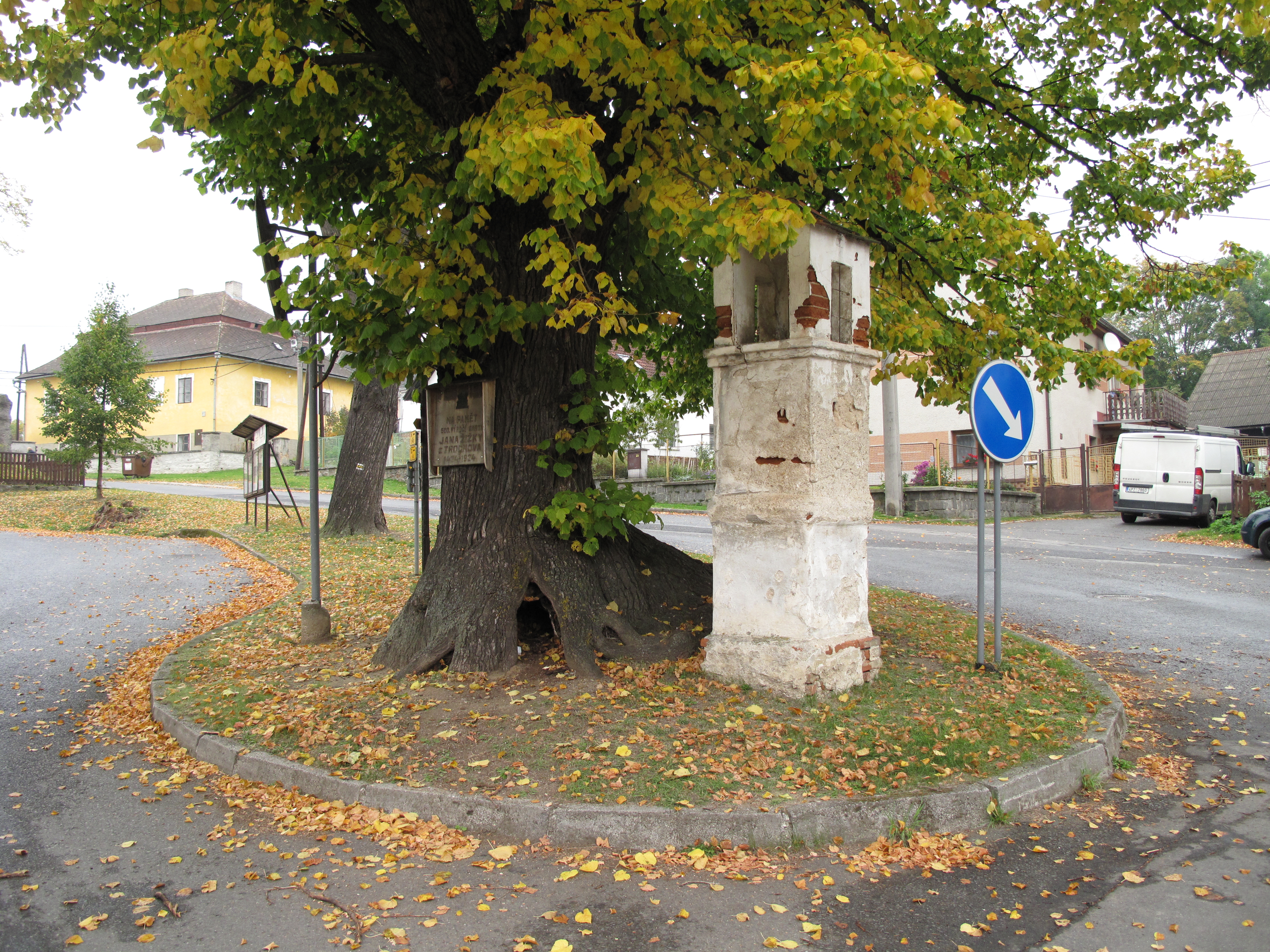
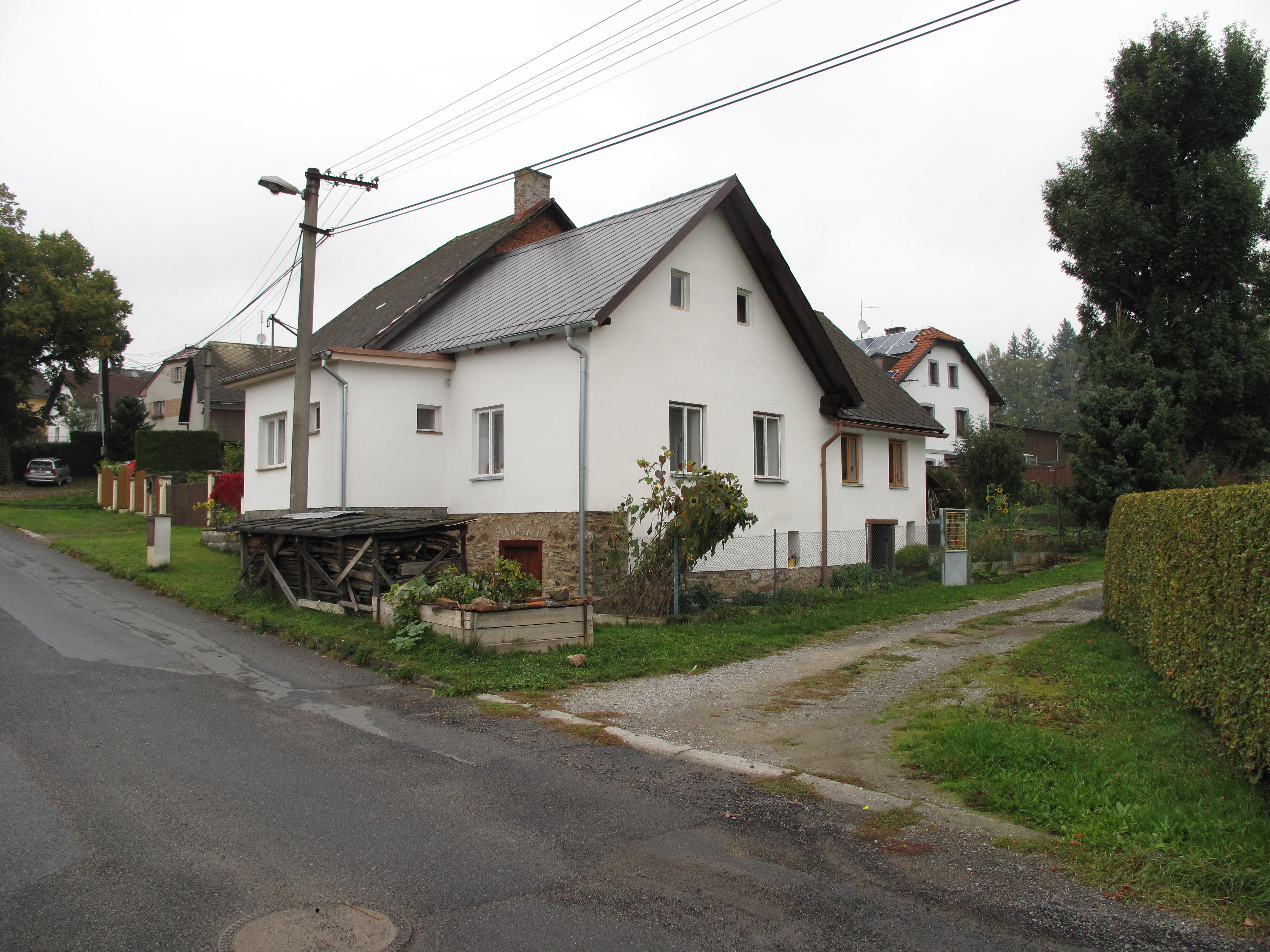
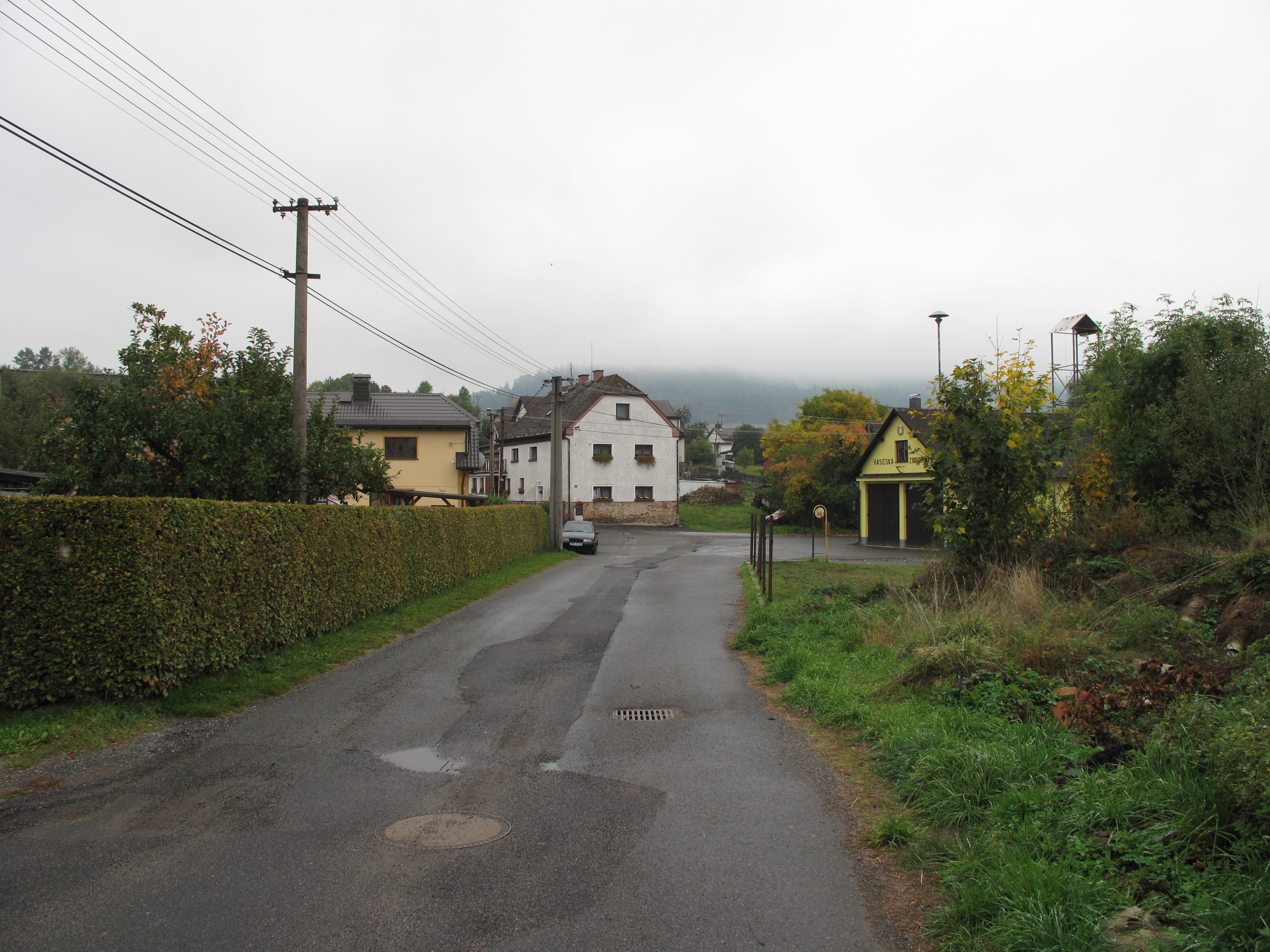

## Transports
Par la route, Běšiny se trouve à 12 km de Klatovy, à 55 km de Plzeň  et à 143 km de Prague.